# Lhok Nga
Lhok Nga is een bestuurslaag in het regentschap Bireuen van de provincie Atjeh, Indonesië. Lhok Nga telt 310 inwoners (volkstelling 2010).